# Leptogaster gracilis
Leptogaster gracilis là một loài ruồi trong họ Asilidae. Leptogaster gracilis được Loew miêu tả năm 1847. Loài này phân bố ở vùng Cổ Bắc giới.